# Pintou
Pintou est une localité située dans le département de Zambo de la province de l'Ioba dans la région Sud-Ouest au Burkina Faso.

## Géographie
Pintou se trouve à 15 km au nord-est de Zambo, à 4 km à l'est de Tovor et à environ 40 km au sud-est de Diébougou. Le village est sur les rives du fleuve Mouhoun marquant la frontière avec le Ghana.

## Santé et éducation
Le centre de soins le plus proche de Pintou est le centre de santé et de promotion sociale (CSPS) de Tovor tandis que le centre médical avec antenne chirurgicale (CMA) le plus proche est celui de Diébougou dans la province voisine de Bougouriba.